# Medaglie dei Campionati mondiali di ginnastica artistica - Concorso individuale femminile
La finale femminile individuale (anche nota col nome inglese "all-around") si è svolta ad ogni campionato dal 1934.
Possono essere vinte tre medaglie: oro, argento e bronzo. Se avviene un pareggio, entrambe le ginnaste possono essere premiate, ma le posizioni successive (argento se c'è un pareggio al primo posto, bronzo se c'è un pareggio al secondo posto) viene lasciato vuoto. Se tre ginnaste vengono premiate con l'oro, le altre due medaglie non vengono assegnate.
Atleta più medagliata: Simone Biles ( Stati Uniti)      

## Vincitrici
| Edizione | Sede         | Oro | Argento               | Bronzo                       |
| -------- | ------------ | --- | --------------------- | ---------------------------- |
| 1934     | Budapest     | Vlasta Děkanová | Margit Kalocsai       | Janina Skirlińska            |
| 1938     | Praga        | Vlasta Děkanová | Zdeňka Veřmiřovská    | Matylda Pálfyová             |
| 1950     | Basilea      | Helena Rakoczy | Ann-Sofi Pettersson   | Gertrude Kolar               |
| 1954     | Roma         | [[File: Flag of the Soviet Union (1936 – 1955).svg\|class=noviewer\| Unione Sovietica (bandiera)\|border\|20x16px]] Galina Rud'ko | Eva Bosáková          | Helena Rakoczy               |
| 1958     | Mosca        | Larisa Latynina | Eva Bosáková          | Tamara Manina                |
| 1962     | Praga        | Larisa Latynina | Věra Čáslavská        | Irina Pervušina              |
| 1966     | Dortmund     | Věra Čáslavská | Natal'ja Kučinskaja   | Keiko Ikeda                  |
| 1970     | Lubiana      | Ljudmila Turiščeva | Erika Zuchold         | Zinaida Voronina             |
| 1974     | Varna        | Ljudmila Turiščeva | Ol'ga Korbut          | Angelika Hellmann            |
| 1978     | Strasburgo   | Elena Muchina | Nelli Kim             | Natal'ja Šapošnikova         |
| 1979     | Fort Worth   | Nelli Kim | Maxi Gnauck           | Melita Ruhn                  |
| 1981     | Mosca        | Ol'ga Bičerova | Marija Filatova       | Elena Davydova               |
| 1983     | Budapest     | Natal'ja Jurčenko | Ol'ga Mostepanova     | Ecaterina Szabó              |
| 1985     | Montréal     | Oksana Omel'jančik | Elena Šušunova        | Dagmar Kersten               |
| 1987     | Rotterdam    | Aurelia Dobre | Elena Šušunova        | Daniela Silivaș              |
| 1989     | Stoccarda    | S'vjatlana Bahinskaja | Natal'ja Laščenova    | Ol'ga Straževa               |
| 1991     | Indianapolis | Kim Zmeskal | S'vjatlana Bahinskaja | Cristina Bontaș              |
| 1992     | Parigi       | finale individuale non disputata                                                                                                  |                       |                              |
| 1993     | Birmingham   | Shannon Miller | Gina Gogean           | Tetjana Lysenko              |
| 1994     | Brisbane     | Shannon Miller | Lavinia Miloșovici    | Dina Kočetkova               |
| 1995     | Sabae        | Lilija Podkopajeva | Svetlana Chorkina     | Lavinia Miloșovici           |
| 1996     | San Juan     | finale individuale non disputata                                                                                                  |                       |                              |
| 1997     | Losanna      | Svetlana Chorkina | Simona Amânar         | Elena Produnova              |
| 1999     | Tientsin     | Maria Olaru | Viktorija Karpenko    | Elena Zamolodčikova          |
| 2001     | Gand         | Svetlana Chorkina | Natal'ja Ziganšina    | Andreea Răducan              |
| 2002     | Debrecen     | finale individuale non disputata                                                                                                  |                       |                              |
| 2003     | Anaheim      | Svetlana Chorkina | Carly Patterson       | Zhang Nan                    |
| 2005     | Melbourne    | Chellsie Memmel | Nastia Liukin         | Monette Russo                |
| 2006     | Aarhus       | Vanessa Ferrari | Jana Bieger           | Sandra Izbașa                |
| 2007     | Stoccarda    | Shawn Johnson | Steliana Nistor       | Vanessa Ferrari Jade Barbosa |
| 2009     | Londra       | Bridget Sloan | Rebecca Bross         | Koko Tsurumi                 |
| 2010     | Rotterdam    | Alija Mustafina | Jiang Yuyuan          | Rebecca Bross                |
| 2011     | Tokyo        | Jordyn Wieber | Viktorija Komova      | Yao Jinnan                   |
| 2013     | Anversa      | Simone Biles | Kyla Ross             | Alija Mustafina              |
| 2014     | Nanning      | Simone Biles | Larisa Iordache       | Kyla Ross                    |
| 2015     | Glasgow      | Simone Biles | Gabrielle Douglas     | Larisa Iordache              |
| 2017     | Montreal     | Morgan Hurd | Elsabeth Black        | Elena Erëmina                |
| 2018     | Doha         | Simone Biles | Mai Murakami          | Morgan Hurd                  |
| 2019     | Stoccarda    | Simone Biles | Tang Xijing           | Angelina Mel'nikova          |
| 2021     | Kitakyushu   | Angelina Mel'nikova | Leanne Wong           | Kayla DiCello                |
| 2022     | Liverpool    | Rebeca Andrade | Shilese Jones         | Jessica Gadirova             |
| 2023     | Anversa      | Simone Biles | Rebeca Andrade        | Shilese Jones                |

## Medagliere
Aggiornato ai Campionati Mondiali 2023.
| Posiz. | Nazione                                                            | Oro | Argento | Bronzo | Totale |
| ------ | ------------------------------------------------------------------ | --- | ------- | ------ | ------ |
| 1      | Russia ( Unione Sovietica Comunità degli Stati Indipendenti e RGF) | 16  | 12      | 12     | 40     |
| 2      | Stati Uniti                                                        | 14  | 8       | 5      | 27     |
| 3      | Cecoslovacchia                                                     | 3   | 4       | 1      | 8      |
| 4      | Romania                                                            | 2   | 5       | 7      | 14     |
| 5      | Brasile                                                            | 2   | —       | 1      | 3      |
| 6      | Polonia                                                            | 1   | —       | 2      | 3      |
| 7      | Italia                                                             | 1   | —       | 1      | 2      |
| 8      | Cina                                                               | —   | 2       | 2      | 4      |
| 9      | Germania Est                                                       | —   | 2       | —      | 4      |
| 10     | Ucraina                                                            | —   | 1       | 2      | 3      |
| 10     | Giappone                                                           | —   | 1       | 2      | 3      |
| 12     | Ungheria                                                           | —   | 1       | —      | 1      |
| 12     | Svezia                                                             | —   | 1       | —      | 1      |
| 12     | Canada                                                             | —   | 1       | —      | 1      |
| 15     | Austria                                                            | —   | —       | 1      | 1      |
| 15     | Australia                                                          | —   | —       | 1      | 1      |
| 15     | Regno Unito                                                        | —   | —       | 1      | 1      |
| TOTALE | TOTALE                                                             | 34  | 38      | 35     | 107    |

## Collegamenti
- Federazione Internazionale Ginnastica, su fig-gymnastics.com.